# Abdul Sattar Edhi
Abdul Sattar Edhi, född 28 februari 1928 i Gujarat, brittiska Indien, död 8 juli 2016 i Karachi i Pakistan, var en pakistansk filantrop och asket som grundade Edhi Foundation i Pakistan. Han är känd som "Pakistans fader Teresa".
Edhi grundade i september 1947 Edhi Foundation, som idag är den största välgörenhetsorganisationen i Pakistan. Sedan starten har organisationen räddat mer än 20 000 övergivna barn, rehabiliterat cirka 50 000 föräldralösa och utbildat mer än 40 000 sjuksköterskor. Organisationen driver även världens största ambulanstjänst med 1800 ambulanser. Under 2005 donerade stiftelsen 100 000 dollar till offren för orkanen Katrina i USA.
Edhi var muslim från födseln, men sade 2009 att han hade "aldrig varit en särskilt religiös person". När han tillfrågades varför han hjälpte människor från alla kaster och religioner svarade han: "Eftersom min ambulans är mer muslim än du". Edhi var känd för sin asketiska livsstil. Han ägde få kläder, mottog inte lön från sin organisation och bodde i en lägenhet bredvid organisationens kontor. Han inspirerades av socialistiska författare som läxade upp överklassen - vilka han höll ansvariga för fattigdomen i världen. Edhi gifte sig 1965 med Bilquis, en sjuksköterska som han träffade genom Edhi Foundation. Paret fick fyra barn.  
År 2016 avled Edhi av njursvikt. 2011 nominerades Edhi till Nobels fredspris av Yousaf Raza Gilani - dåvarande premiärministern i Pakistan. 2016 nominerades han igen, denna gång av Malala Yousafzai. Tidningen Huffington Post har kallat Edhi för "världens största levande filantrop".

## Utmärkelser
- 1986 – Ramon Magsaysaypriset[10]